# ジェシー・ジェーン
ジェシー・ジェーン（Jesse Jane、1980年7月10日 - 2024年1月24日（遺体発見日））は、アメリカ合衆国のポルノ女優、モデルである。彼女は、経歴を通じて多数の賞を受賞しており、AVNとXRCOの殿堂入りも果たしている。2010年11月のオーストラリア版のペントハウス・ペット。

## 経歴
2004年にAVN最優秀新人賞にノミネートされた。